# Café de Costa Rica

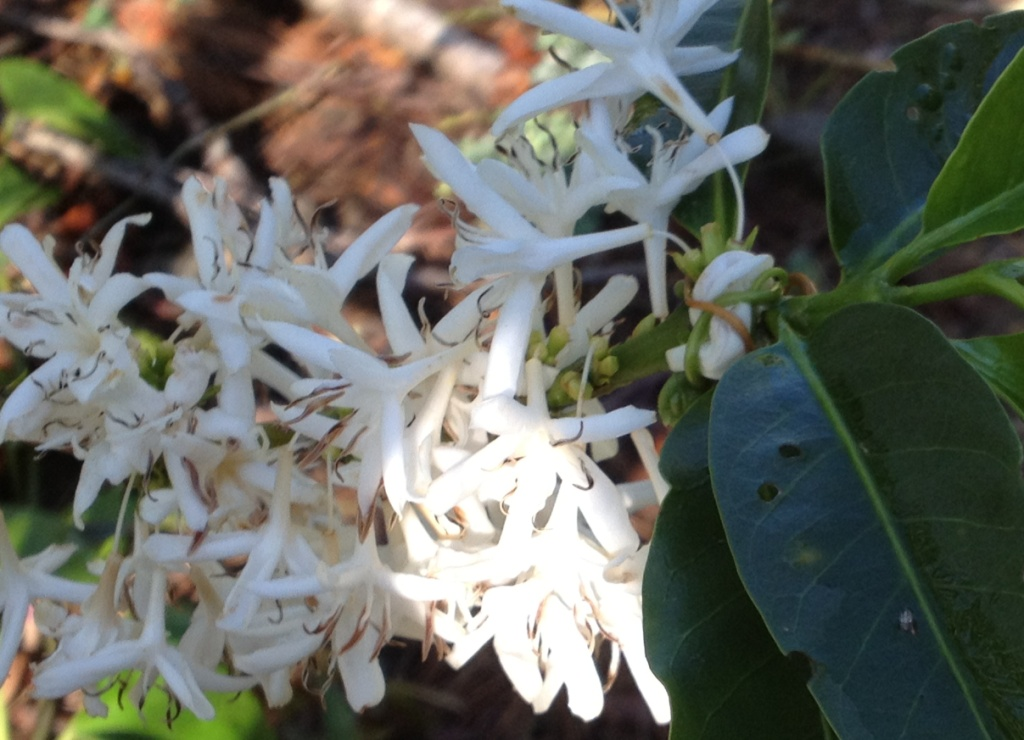
La flor del café, fragancia que anticipa la alegría de las cogidas. Ha inspirado canciones, pinturas y perfumes.

El café de Costa Rica es toda una cultura con una tradición construida por siglos de minuciosa dedicación a los detalles desde la selección de las semillas hasta la forma de servirlo y acompañarlo en la mesa. Está en casi todas las facetas del imaginario colectivo de los ticos y en su forma de entender la vida. Fue por casi dos siglos la principal fuente de ingresos familiares y de divisas nacionales. Actualmente se le reconoce como un estándar mundial para la calidad del café gourmet, protegido bajo una Indicación Geográfica Protegida (I. G. P.) que engloba a todo el café elaborado en el territorio costarricense, así como una Denominación de Origen Protegida (D.O.P) que cubre específicamente al café de Tarrazú, producido en la Zona de los Santos, al sur de la provincia de San José.

## Historia

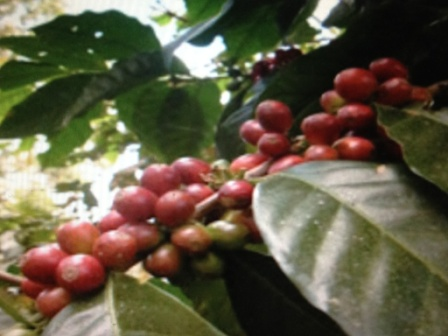
Café maduro en sus bandolas, listo para las cogidas

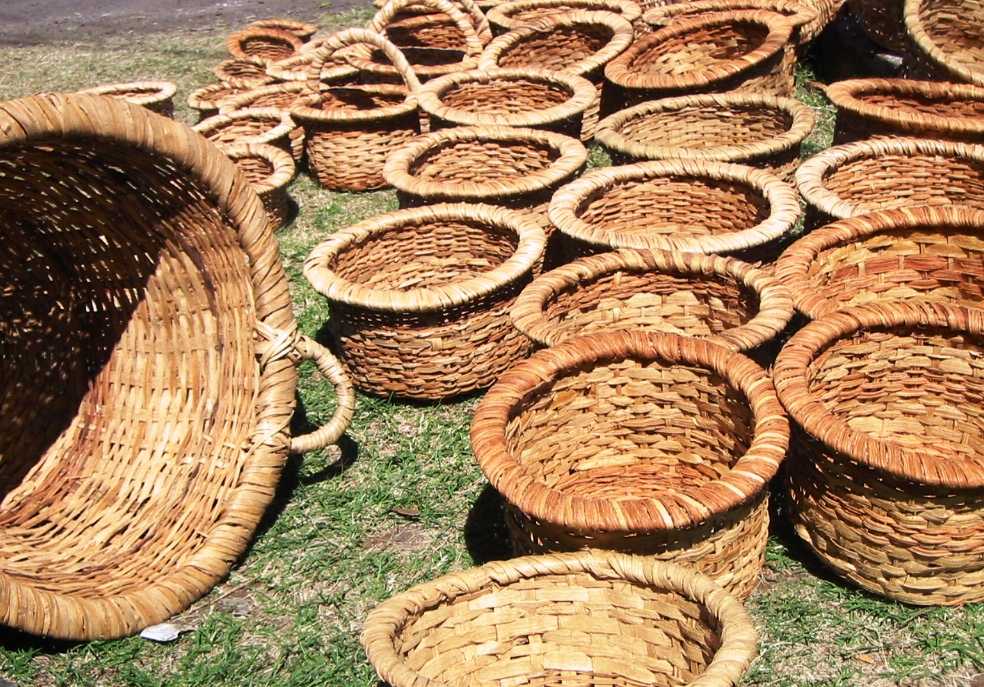
Canastos de bejuco, arte y tradición manual, para coger café

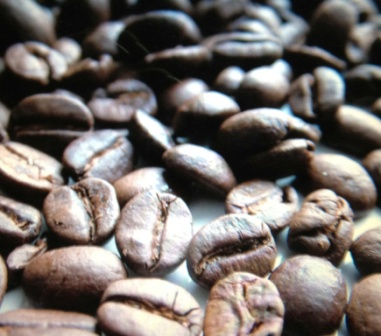
Café en grano tostado listo para exportar o moler para su consumo

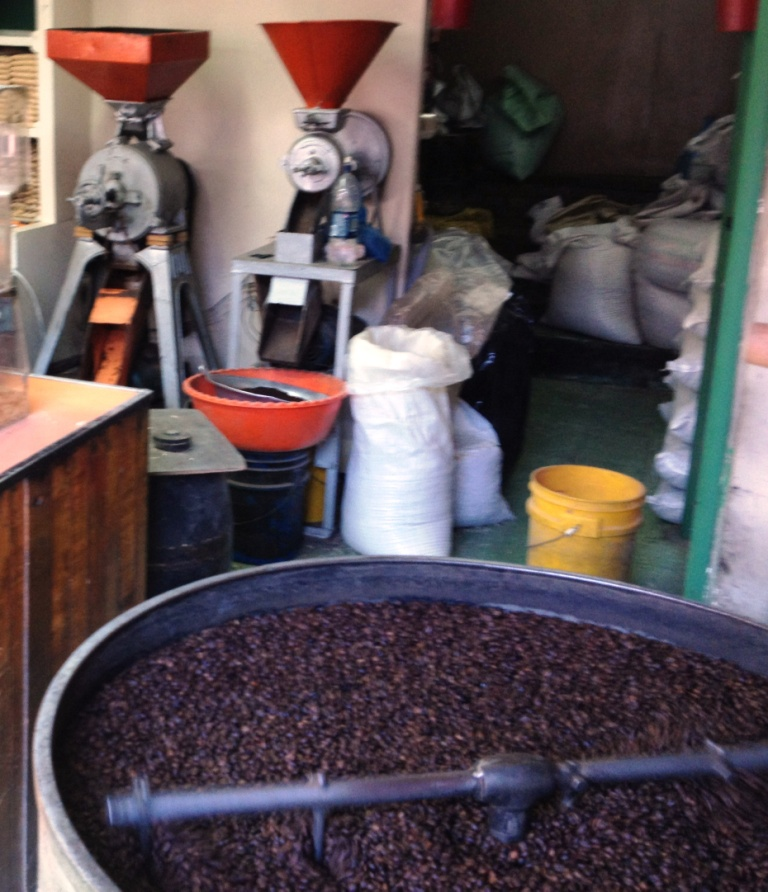
Tostadora de café a la vista desde hace un siglo en el Mercado Central de San José

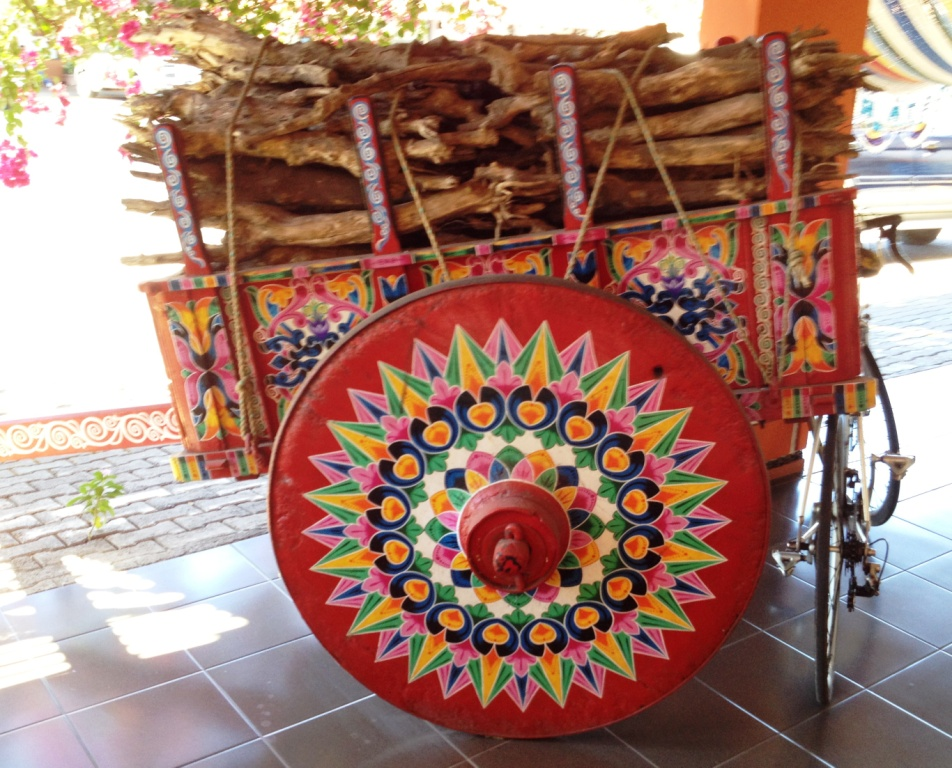
La leña de café por su llama y fragancia es preferida, Se obtiene con la poda y renovación de cafetales. Traslado tradicional en carretas típicas de Costa Rica

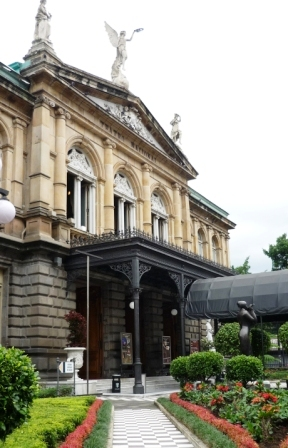
Vista de la fachada principal del Teatro Nacional desde los jardines del mismo. Esta obra fue edificada en 1897 y su financiación fue, en parte, gracias a impuestos en la exportación del café.

Se reconoce que las primeras semillas de café vinieron de las Antillas alrededor de 1776 y el 12 de octubre de 1820, en el buque Nuestra Señora se exporta del Puerto de Puntarenas hacia el Perico en Panamá el primer quintal de “Café de Costa Rica”.
La historia ha asignado al Padre Feliz Velarde, como el primer cultivador de café y en 1816 hace referencia en su testamento, de que posee un solar sembrado de café y según la tradición, distribuyó semillas entre los vecinos, invitándolos a que las sembraran. Se considera a Mariano Montealegre como el principal impulsor del cultivo en la década de 1830-1840.
También los dos primeros Jefes de Estado Juan Mora Fernández y Braulio Carrillo brindaron su apoyo al desarrollo de la actividad cafetalera y vieron en el café un producto capaz de generar un crecimiento económico que beneficiara a la sociedad costarricense y la proyección de lo que sería la producción cafetalera en los años siguientes, convirtiéndose el café en el producto que le permitió a Costa Rica el desarrollo económico.
La comercialización del café se fue desarrollando a partir de 1832, cuando el Sr. Jorge Stiepel, comerciante alemán, residente en Costa Rica, hizo la primera exportación de café a Chile, ahí lo compraban comerciantes europeos, quienes lo reexportaron a Londres con el nombre de Café Chileno de Valparaíso.
A través de los años se ha afirmado que el Capitán William Le Lacheur abrió el comercio directo de café con los puertos ingleses y en 1843 hizo el viaje Londres-Puntarenas en el buque el Monarch para transportar un cargamento de 5.505 quintales del café de Costa Rica, primera exportación que marcó el éxito del comercio cafetalero costarricense con Inglaterra, y que se expandiría igualmente en Francia a través del Señor Hippolyte Tournón.
Uno de los socios de la familia Le Lacheur en Costa Rica era el caficultor Augusto Gallardo Prieto, quien inventó una máquina de acero para descascarar, trillar, pulir y aventar café, con fuerza hidráulica del Río Tiribí. Fue patentada en 1887 y funcionaba perfectamente. Posteriormente el gobierno la llevó a la Exposición Mundial de Chicago en 1893. Muestra de la influencia del café en la cultura y hasta la inventiva de costarricenses que estaban inmersos en la Revolución Industrial de esos años.
A partir de allí la principal actividad económica, social y cultural en general giró alrededor del cultivo y comercialización del café: política agrícola oficial (1821), primera imprenta (1830), titulación de tierras para el café (1831), emisión de moneda (1836), servicio de correos (1836), carretera San José – Puntarenas (1840), primera universidad (1843), primer hospital formal (1845), consolidación de la banca (1863), ferrocarril al Atlántico (1871), modernización urbana de la capital (1894), construcción del Teatro Nacional (1897), ferrocarril al Pacífico (1903), creación del Instituto del Café de Costa Rica (1933), entre otros eventos claves que incluyen la denominada “oligarquía del café” cuya influencia política alcanza el tercer milenio.

## Calidad y cultivo
Hasta febrero de 2018, el 100% del café era de la especie arábica, de las variedades Caturra y Catuaí, que produce un grano de mayor calidad y una taza con mejores características organolépticas: agradable, aromática y fina. Desde 1989 se prohíbe por Ley la siembra de café Robusta por inferior calidad de taza. Además, se dejó de cultivar los Catimores, de gran productividad, para preservar la calidad de taza.
En febrero de 2018, el gobierno cambió la ley para que se permite cultivar la especie robusta en algunos lugares de Costa Rica, donde la arábica no crece fuertemente.
En Costa Rica el café se cultiva en suelos fértiles de origen volcánico y de poca acidez, condiciones ideales para su producción. Más del 80% del área cafetalera está localizada entre los 800 y 1.600 metros de altitud y en temperaturas entre los 17º y 28 °C., con precipitaciones anuales de entre 2.000 a 3.000 milímetros.
Desde año 2001, el Instituto del Café de Costa Rica, ICAFE, implementó el Plan Nacional Cafetalero con acciones que mejoran las condiciones en que se produce, beneficia y comercializa el café. La tecnología avanzada que ha utilizado el productor de café costarricense por más de 200 años, le ha permitido adaptar las plantaciones a las características de cada zona.
Se cultiva en 8 zonas productoras: Región Brunca, Turrialba, Tres Ríos, Orosi, Tarrazú, Valles Central y Occidental y Guanacaste. Utiliza un método de recolección manual y selectivo: solo se escoge el grano maduro. Cada región cafetalera de Costa Rica firmó un Convenio de Mejoramiento de la Calidad en el que los propietarios de las empresas beneficiadoras se han comprometido a recibir y procesar solamente fruta madura, que garantiza una mejor calidad de taza.
El sector cafetalero costarricense solo usa el beneficiado por vía húmeda, en el que la remoción de la pulpa se realiza el mismo día de la cosecha del grano. También, la clasificación y limpieza, después de la remoción de la pulpa, se hace antes del proceso de la fermentación, con el propósito de eliminar la pulpa que queda y sacar los posibles granos defectuosos. En el proceso de beneficiado costarricense se utiliza el secado al sol, uno de los sistemas de mayor demanda de los mercados mundiales de mayor exigencia.
Como orientación de calidad desde el 2007 se organiza una primera competencia de catación de la cual se seleccionan 10 de los mejores cafés como ganadores. Tres de ellos fueron seleccionados por parte de un jurado experto durante la competencia Cupping Pavilion de la Asociación de Cafés Finos de Estados Unidos.
Entre las variedades preferidas destaca la variedad “caturra” se caracteriza por ser de porte bajo, tiene entrenudos cortos, tronco grueso y poco ramificado, y ramas laterales abundantes, cortas, con ramificación secundaria, lo que da a la planta un aspecto vigoroso y compacto.
Con respecto al Bourbon, en la variedad Caturra las hojas son más grandes, anchas y oscuras, los frutos son también de mayor tamaño, el sistema radical está muy bien desarrollado y es de mayor extensión y densidad.
La adaptabilidad de esta variedad es muy amplia, particularmente en cuanto a altitud y el potencial productivo es muy sobresaliente, ya que a pesar de su tamaño pequeño la cualidad de presentar entrenudos muy cortos y ramificación secundaria abundante, posibilita su alta productividad.
Muchas familias por generaciones han contribuido a la adaptación y mejora de la calidad genética del café caturra, entre ellos destaca Ibo Bonilla Rojas que alrededor del año 1945 hizo los primeros cultivos de esta variedad en la zona de Sarchí, variando el tradicional cultivo a la sombra incrementando la productividad, facilidad de manipulación y calidad.

## El café sostenible
En la actualidad los productores de café perfeccionan la orientación hacia la sostenibilidad ambiental, laboral, social y económica en todos los procesos. Dada la creciente demanda nacional e internacional y los altos precios obtenidos por el café orgánico calidad gourmet, cada día cultivan más cantidad bajo esta modalidad.
En la mayoría de los cafetales costarricenses se trabaja con sombra intercalada. Esto tiene varios efectos positivos: la descomposición de las hojas devuelve abundante materia orgánica al suelo; adicionalmente, en las plantaciones de alta pendiente contribuyen a impedir la erosión. Las fincas cafetaleras constituyen, después de los bosques naturales, el segundo “bosque” en importancia en Costa Rica, contribuyendo con la conservación de las cuencas hidrográficas y a limpiar el ambiente.
De acuerdo con estudios del Dr. Fournier Origgi, biólogo de la Universidad de Costa Rica, dos hectáreas de café eliminan tanto dióxido de carbono del aire como una hectárea de bosque tropical virgen.
Para eliminar algún tipo de contaminación, en 1992 el Instituto del Café de Costa Rica, en conjunto con el Ministerio de Salud, el Instituto Costarricense de Acueductos y Alcantarillados y el Servicio Nacional de Electricidad, suscribió un Convenio Interinstitucional que trazó un programa de transformación industrial en el beneficiado húmedo, que le ha costado al sector más de $100 millones de dólares.
Los cultivos procuran plantaciones con alta diversidad biológica y con bajas aplicaciones de agroquímicos. Conserva los recursos, protege el ambiente, produce eficazmente, compite comercialmente y refuerza la calidad de vida de los agricultores y la sociedad como un todo.
Para garantizar que el producto que le llega al consumidor cumple con la caracterización de este tipo de café, debe estar debidamente certificado. Por eso crearon el “Sello de café sostenible” mediante el Decreto Ejecutivo 30938 del Ministerio de Agricultura y Ganadería, MAG. La Gerencia Técnica de Acreditación y Registro de Agricultura Orgánica del MAG otorga la certificación y el Instituto del Café de Costa Rica, ICAFE, realiza las inspecciones. La certificación no tiene costo para el caficultor.

## Las ocho regiones cafetaleras

Regiones cafetaleras de Costa Rica
Valle Occidental
Los Santos
Tres Ríos
Orosi
Turrialba
Valle Central
Guanacaste
Brunca

Las ocho regiones cafetaleras reconocidas y sus respectivas temporadas de cosecha se ilustran en la siguiente tabla. El café más fino se cultiva típicamente a altitudes de 1200 a 1700 metros, en una temporada de cosecha de invierno más corta; el café de menor calidad se cultiva típicamente en altitudes por debajo de los 1200 metros, en una temporada de cultivo más larga que dura desde finales del verano hasta el invierno.
|                  |                       | Altitud | Altitud | Altitud | Altitud | Altitud | Altitud | Altitud | Altitud | Altitud | Altitud | Altitud | Altitud | Altitud | Cosecha | Cosecha | Cosecha | Cosecha | Cosecha | Cosecha | Cosecha | Cosecha | Cosecha | Cosecha | Características         | Características | Características |
| Región           | Subregión             | 600     | 700     | 800     | 900     | 1000    | 1200    | 1300    | 1350    | 1400    | 1600    | 1650    | 1700    | 1900    | jun     | jul     | ago     | sep     | oct     | nov     | dic     | ene     | feb     | mar     | Acidez                  | Cuerpo          | Aroma           |
| ---------------- | --------------------- | ------- | ------- | ------- | ------- | ------- | ------- | ------- | ------- | ------- | ------- | ------- | ------- | ------- | ------- | ------- | ------- | ------- | ------- | ------- | ------- | ------- | ------- | ------- | ----------------------- | --------------- | --------------- |
| Valle Occidental |                       |         |         |         |         |         |         |         |         |         |         |         |         |         |         |         |         |         |         |         |         |         |         |         | Muy bueno               | Muy bueno       | Muy bueno       |
| Los Santos       |                       |         |         |         |         |         |         |         |         |         |         |         |         |         |         |         |         |         |         |         |         |         |         |         | Alta, fina, no punzante | Bueno           | Excelente       |
| Tres Ríos        |                       |         |         |         |         |         |         |         |         |         |         |         |         |         |         |         |         |         |         |         |         |         |         |         | Muy fina, alta          | Muy bueno       | Muy bueno       |
| Orosi            |                       |         |         |         |         |         |         |         |         |         |         |         |         |         |         |         |         |         |         |         |         |         |         |         | Media a ligera          | Bueno           | Bueno           |
| Turrialba        |                       |         |         |         |         |         |         |         |         |         |         |         |         |         |         |         |         |         |         |         |         |         |         |         | Normal                  | Poco            | Bueno           |
| Valle Central    |                       |         |         |         |         |         |         |         |         |         |         |         |         |         |         |         |         |         |         |         |         |         |         |         | Alta, muy fina          | Muy bueno       | Muy bueno       |
| Guanacaste       | San Carlos, Sarapiquí |         |         |         |         |         |         |         |         |         |         |         |         |         |         |         |         |         |         |         |         |         |         |         | Balanceada              | Balanceada      | Balanceada      |
| Guanacaste       | Nicoya Peninsula      |         |         |         |         |         |         |         |         |         |         |         |         |         |         |         |         |         |         |         |         |         |         |         | Balanceada              | Balanceada      | Balanceada      |
| Guanacaste       | Puntarenas            |         |         |         |         |         |         |         |         |         |         |         |         |         |         |         |         |         |         |         |         |         |         |         | Balanceada              | Balanceada      | Balanceada      |
| Brunca           | Coto Brus             |         |         |         |         |         |         |         |         |         |         |         |         |         |         |         |         |         |         |         |         |         |         |         | Normal                  | Normal          | Normal          |
| Brunca           | Pérez Zeledón         |         |         |         |         |         |         |         |         |         |         |         |         |         |         |         |         |         |         |         |         |         |         |         | Excelente               | Excelente       | Excelente       |

## Cultura y folclor alrededor del café

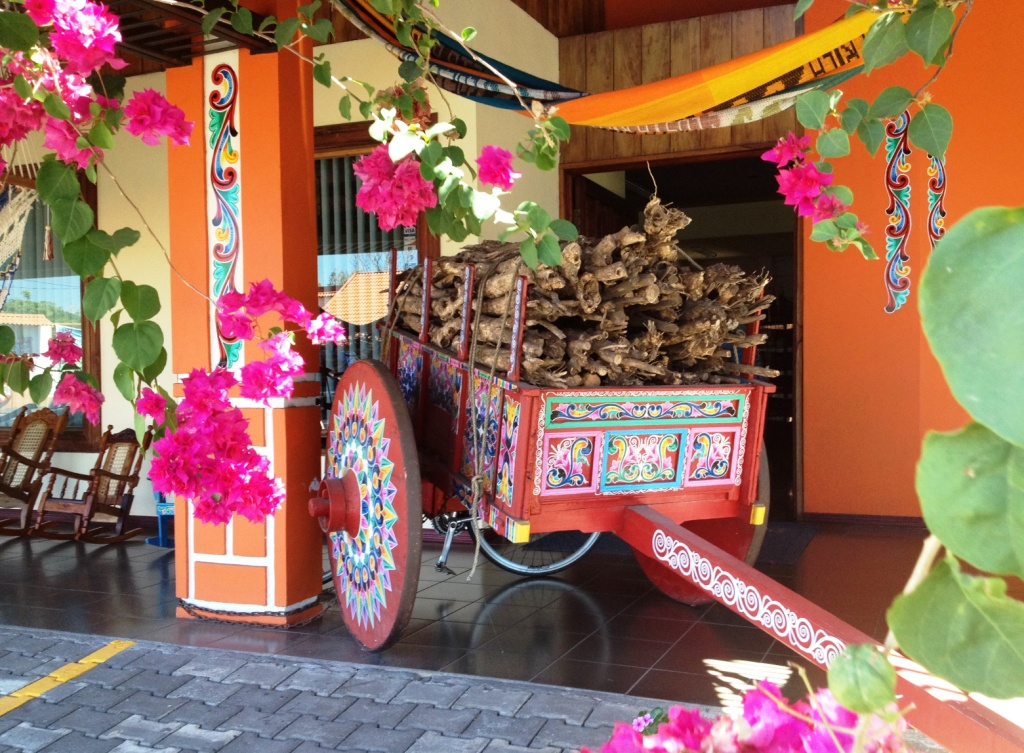
Las carretas como arte están vinculadas al café dentro de la "cultura del café" de Costa Rica, incluso con su leña

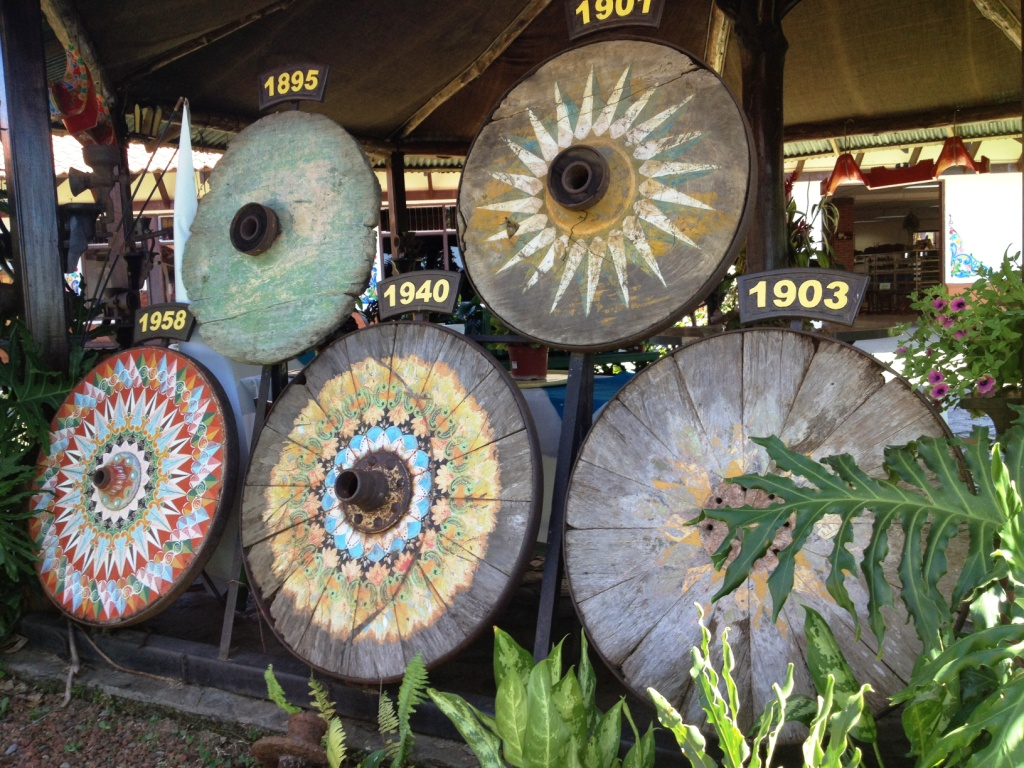
Es trabajo y arte que tienen una tradición que data de más de tres siglos

De una u otra forma casi todos en Costa Rica comparten lo real y lo mítico de la “cultura del café”. En los tres siglos donde se forjó la síntesis de tendencias que modelaron su inconsciente colectivo, la actividad cafetalera ha sido eje económico y catalizador social, tanto que el café es conocido hasta hoy como “el grano de oro”.

### Carretas de café
Las vivencias personales ligadas al cultivo, proceso y comercialización del café han aportado un rico, amplio, complejo y surrealista vocabulario particular a modo de argot, como consecuencia de interrelación con las leyendas, costumbres, anhelos, modos de vida, etc., reforzadas por el otro proceso complementario: “el boyeo” actividad tan emblemática de Costa Rica que fue declarada por la Unesco como Patrimonio Inmaterial de la Humanidad en el año 2005, generando todo un arte del transporte del café y de sus carretas, reconocidas mundialmente por su exótica belleza, que para 1840 se contaban más de 14000 trasladando más de 440000 quintales del grano de exportación, en viajes que duraban un promedio de 5 días a pie, actividad que por sí misma también creó su propio imaginario.
"Cada carreta de bueyes se fabrica para producir su propio “canto”, un carillón único producido por un anillo del metal que golpea el cubo de la rueda cuando la carreta traquetea por los caminos. Cuando las carretas de bueyes se convirtieron en motivo de orgullo individual, se las construía con mayor cuidado, seleccionando las maderas de mejor calidad para producir los mejores sonidos".

### Las "cogidas"

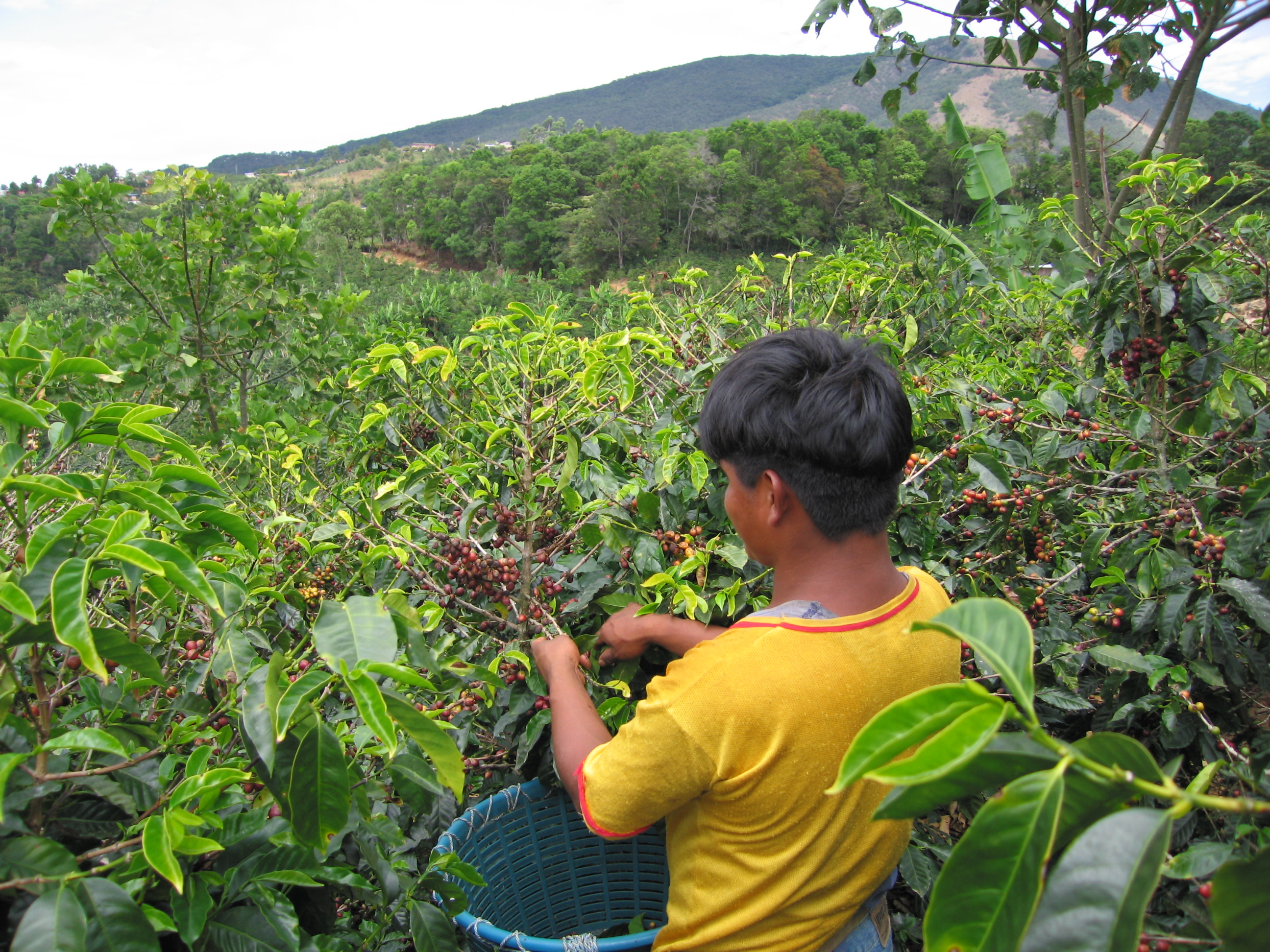

A la actividad de recolección de café se le llama coloquialmente cogidas, refiriéndose al acto de tomar o coger el grano de la planta.  Durante este evento, gran cantidad de costarricenses fueron engendrados, criados, alimentados, estudiado y luego enamorados a la sombra de las matas de café, cerrando ciclos por generaciones. De allí nace una manera de ver la vida y entender las relaciones humanas de casi todo un pueblo.

Las conversaciones del cafetal siempre eran interesantes…religión, política, deportes, historia, chismes, chiles, canciones, corazones rotos, suspiros por doquier…el menú era infinito, como el aire puro que se respiraba. …me daba miedillo el cafetal cuando empezaban con las historias de duendes y la llorona, …la verdad yo me sentía protegido porque andaba detrás de mi papá y entonces no pensaba mucho en los espantos y me concentraba más en llenar el canasto” declara un cuentacuentos ramonense.

### Cultura de calidad

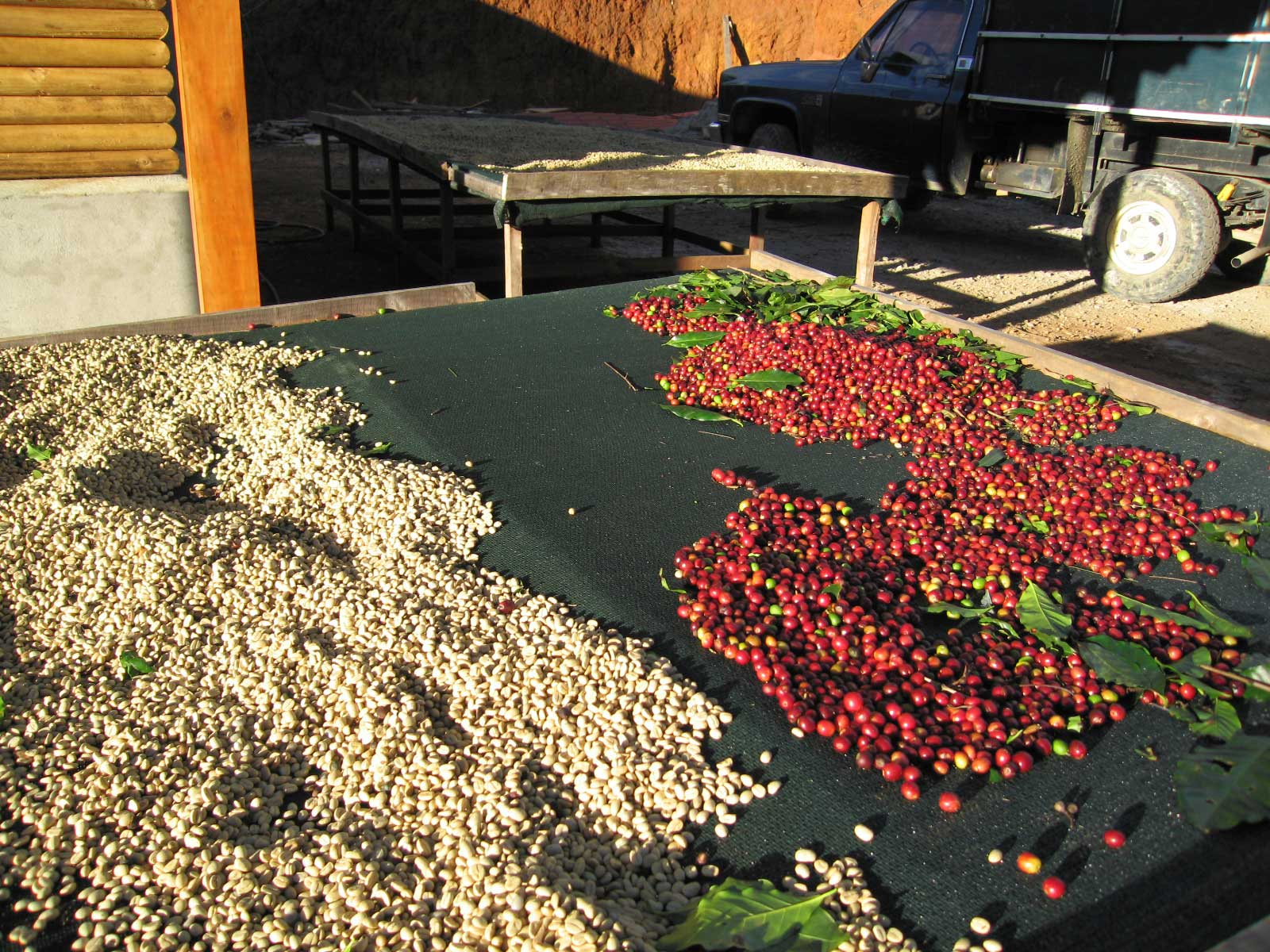
Café de Origen Tarrazú

El café se cultiva en Costa Rica totalmente a mano y su calidad se ha ido perfeccionando a prueba y error, apoyados por prestigiosos institutos de investigación agronómica como Centro Agronómico Tropical de Investigación y Enseñanza, CATIE, la Facultad de Agronomía de la Universidad de Costa Rica y la Escuela de Agricultura de la Región Tropical Húmedo, EARTH, y otros. Este proceso durante más de dos siglos ha creado una cultura muy particular, con rituales, tradiciones y mitos, que se asocian a un orgullo familiar y regional, sólo comparable con la cultura de la uva en Champaña en Francia o Jerez en España.
El café Tarrazú, junto con el Blue Mountain de Jamaica, el Antigua de Guatemala y el Sidamo de Etiopía, está clasificado entre los cafés de la especie arábica más finos del mundo para preparar café expreso.
En noviembre de 2012, el café Tarrazú Geisha pasó a ser el café más caro vendido por la empresa Starbucks, desplazando del primer lugar al jamaiquino Blue Mountain. Starbucks lanzó el café de Tarrazú Geisha a la venta en Estados Unidos a un precio de USD6 (¢3.000) la taza pequeña y USD7 (unos ¢3.500) la taza grande, mientras que el precio promedio de una taza de café en dicho país es de USD1,38. Además, los clientes de la tienda en línea pudieron comprar bolsas de 226 gramos de café a USD40 (¢20.000) cada una.

### “Juan Valdez drinks Costa Rica Coffee”

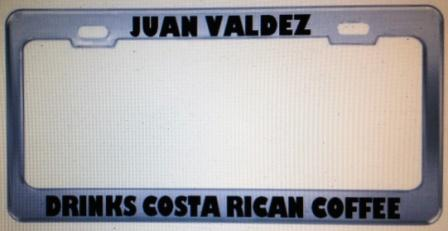
La disputa cultural sobre "el mejor café del mundo" que se atribuyen producir Colombia y Costa Rica

“Juan Valdez drinks Costa Rican coffee” (Juan Valdez bebe café de Costa Rica) es un lema que se comercializa desde hace décadas en EE. UU. y que se puede comprar incluso por internet en múltiples soportes como pegatinas para autos, portaplacas, jarras, lápices, etc. Se desconoce su origen, pero algunos la atribuyen a José Duval, un actor estadounidense involucrado en los primeros anuncios de Juan Valdez.
Ha habido una controversia histórica entre Colombia y Costa Rica, ya que ambos países se atribuyen el producir “el mejor café del mundo”.
En su promoción Colombia invierte millones de dólares anuales desde que en 1959, publicita el personaje ficticio de Juan Valdez, creado por la agencia publicitaria de EE. UU. Doyle Dane Bernbach (DDB). Como personaje y como marca Juan Valdez se ha convertido en un hito publicitario y de reconocimiento, con Juan Valdez, su mula (Conchita) y las montañas de los Andes colombianos en el fondo.
El 7 de julio de 2006, la Federación Nacional de Cafeteros de Colombia interpuso una demanda por $1.000.000 contra la Café Britt, empresa internacionalmente conocida por comercializar café de Costa Rica y que tiene tiendas de souvernir y arte en muchos aeropuertos del mundo, por vender camisetas con dicho eslogan.
Por su parte Café Britt, presentó una certificación de una factura emitida en el pago mediante tarjeta de crédito de una compra de café en una de sus tiendas que consignaba como comprador a un hombre llamado Juan Valdez y una declaración jurada de que él bebe café de Costa Rica. De hecho circuló en la prensa de Costa Rica, que había registrados otros tres ticos llamados Juan Valdez. Hubo encuentros para negociar entre los involucrados, pero al no llegar a acuerdos viables, Café Britt contrademandó también por $1.000.000 a Fedecafé por difamación y otros cargos.
A la fecha todos los cargos han sido retirados y el abogado de Federación Nacional de Cafeteros de Colombia Kyle Hoskinson declaró: "I'm glad this is all over." ("Me alegro de que todo esto terminó").

### Aguaceros de los cafetaleros
En algunas zonas del Valle Central, durante el mes de marzo ocurren ocasionalmente fuertes lluvias con la singularidad de que son atípicas por presentarse durante la estación seca, debido a ser un fenómeno curioso, llevan su propio nombre de aguaceros de los cafetaleros ya que se dice que estas lluvias estimulan la floración de las plantas de café.

## Denominación de origen Café de Tarrazú
El 22 de enero de 2019 el gobierno de Costa Rica otorgó el registro a la denominación de origen Café de Tarrazú vinculándolo a la región geográfica de los cantones de Tarrazú, Dota y León Cortés. A nivel internacional, el gobierno costarricense registró la denominación de origen ante la Organización Mundial de la Propiedad Intelectual, conforme al Sistema de Lisboa, el 7 de agosto de 2020.